# Towarzystwo Opieki nad Ubogimi, Nerwowo i Umysłowo Chorymi Żydami
Towarzystwo Opieki nad Ubogimi, Nerwowo i Umysłowo Chorymi Żydami – towarzystwo dobroczynne, założone w Warszawie w 1906 roku.
Utworzone z inicjatywy warszawskiego psychiatry Adama Wizla, Samuela Goldflama, oraz Ludwika Bregmana, wraz z inżynierem Adolfem Weisblatem, budowniczym lubelskich wodociągów. Rok później, dzięki darowiźnie Zofii Endelmanowej, kupili w Otwocku prawie 17 ha ziemi, gdzie utworzono Zakład dla Nerwowo i Psychicznie Chorych Żydów Zofiówka.
Siedziba Towarzystwa znajdowała się na ul. Granicznej 13. Funkcję prezesa pełnili Samuel Goldflam (1906–1912), Ludwik Bregman (1912–1934) i Dawid Kohan (1934–1939).